# Exocentrus malloti
Exocentrus malloti là một loài bọ cánh cứng trong họ Cerambycidae.